# اصلاح نژاد نازی

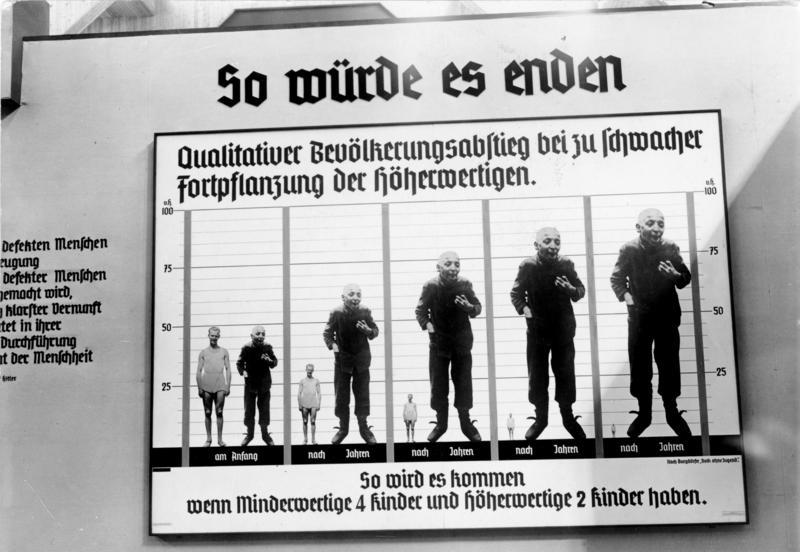
پوستری مربوط به اصلاح نژاد در نمایشگاه «شگفتی‌های حیات» در برلین در ۱۹۳۵. پوستر به نمایش مدل‌های جمعیت‌شناختی بر پایه این تفکر که «دون» ها (Minderwertige) به نسبت «والا» ها (Höherwertige) کودکان زاد ولد بیشتری دارند، می‌پردازد.

اصلاح نژاد نازی (به آلمانی: Nationalsozialistische Rassenhygiene) به معنای «بهداشت نژادی ناسیونال سوسیالیست» به سیاست‌های اصلاح نژاد آلمان نازی گفته می‌شود. ایدئولوژی نژادی نازی‌ها مبتنی بر بهبود تدریجی نژادی مردم آلمان با زایش گزینشی بر مبنای ویژگی‌های «نوردیکی و آریایی» بود. ایدهٔ «اصلاح نژاد» بیشتر زیر عنوان واژهٔ Rassenhygiene یا «بهداشت نژادی» مطرح می‌شد.
پژوهش‌های اصلاح نژاد در آلمان پیش از و در طول دوره نازی به پژوهش‌های این زمینه در ایالات متحده (به ویژه کالیفرنیا) شباهت داشتد و از آن‌ها بسیار الهام گرفتند. با این حال، برجستگی این پژوهش‌ها با روی کار آمدن آدولف هیتلر به شدت بالا رفت و هواداران ثروتمند نازی آغاز به سرمایه‌گذاری زیادی در آن کردند. این برنامه‌ها متعاقباً باعث شکل‌گیری سیاست نژادی آلمان نازی شدند.
کسانی که تحت سیاست‌های اصلاح نژاد نازی مورد هدف نابودی قرار گرفتند، عمدتاً در موسسات خصوصی و دولتی زندگی می‌کردند، و به عنوان «ناشایست برای زندگی» (آلمانی: Lebensunwertes Leben) معرفی شدند؛ از جمله زندانیان، منحطان، مخالفان سیاسی، افراد دارای ناتوانی‌های شناختی و جسمی مادرزادی (آلمانی: erbkranken) – شامل افرادی که دارای ناتوانی ذهن، صرع، اسکیزوفرنی، اختلال دوقطبی، فلج مغزی، دیستروفی ماهیچه‌ای، ناشنوایی و کم‌بینایی بودند – و نیز همجنسگرایان، بیکاران، دیوانگان و افراد ضعیف، که همگی برای حذف از زنجیره وراثت انتخاب شده بودند. بیش از ۴۰۰٬۰۰۰ تن بر خلاف میل خود عقیم شدند، در حالی که حدود ۳۰۰٬۰۰۰ تن نیز در جریان عملیات تی۴ که برنامه‌ای برای کشتار جمعی بود کشته شدند. در ژوئن ۱۹۳۵، هیتلر و کابینه او فهرستی از هفت فرمان جدید تهیه کردند، که شماره ۵ در آن برای تسریع در پژوهش‌های مربوط به عقیم‌سازی بود.

## ریشه‌ها در جنبش اصلاح نژاد ایالات متحده
جنبش اصلاح نژاد اولیهٔ آلمان توسط ویلهلم شالمایر و آلفرد پلوتس رهبری می‌شد. به نوشته هنری فریدلاندر، گرچه جنبشهای اصلاح نژاد آلمان و آمریکا مشابه بودند، جنبش آلمان متمرکزتر بود و به اندازهٔ جنبش آمریکا دارای اندیشه‌های متنوع نبود. برخلاف جنبش آمریکا، در جنبش آلمان یک نشریه و یک سازمان، انجمن بهداشت نژادی آلمان، نمایندهٔ تام همهٔ متخصصین اصلاح نژاد بود.
ادوین بلک می‌نویسد که پس از تثبیت جنبش اصلاح نژاد در ایالات متحده، این جنبش به آلمان گسترش یافت. متخصصان در کالیفرنیا آغاز به تولید مقالات علمی در زمینه ترویج اصلاح نژاد و عقیم‌سازی کردند و آن را برای دانشمندان و متخصصان پزشکی آلمان فرستادند. تا سال ۱۹۳۳، کالیفرنیا بیش از همه دیگر ایالات افراد را تحت عقیم‌سازی اجباری قرار داده بود. برنامه عقیم‌سازی اجباری که توسط نازی‌ها مهندسی شده بود تا حدودی از برنامه کالیفرنیا الهام گرفته بود.
در سال ۱۹۲۷، مؤسسه کایزر ویلهلم برای انسان‌شناسی، وراثت انسانی، و اصلاح نژاد، سازمانی که بر انسان‌شناسی فیزیکی و اجتماعی و همچنین ژنتیک انسانی متمرکز بود، با حمایت مالی قابل توجهی از گروه خیرخواهانهٔ آمریکایی بنیاد راکفلر، در برلین گشایش یافت. یوگن فیشر، استاد پزشکی، انسان‌شناسی و اصلاح نژاد آلمانی، مدیر این سازمان بود؛ مردی که بعدها کارهایش به فراهم آوردن پایه علمی سیاست‌های اصلاح نژاد نازی‌ها کمک کرد. بنیاد راکفلر حتی به تأمین مالی برخی از پژوهش‌های انجام شده توسط یوزف منگله، پیش از اینکه به آشویتس برود، کمک کرد.
چارلز گوته، رهبر جنبش اصلاح نژاد کالیفرنیا، هنگام بازگشت از آلمان در سال ۱۹۳۴، جایی که بیش از ۵۰۰۰ نفر در ماه به زور عقیم می‌شدند، به یکی از همکاران خود چنین گفت:
برایتان جالب خواهد بود که بدانید کارهای شما در شکل‌دادن نظرات گروهی از روشنفکرانی که پشت هیتلر در این برنامهٔ دوران‌ساز هستند، سهم اساسی داشته‌است. در هر جایی چنین احساس کردم که نظرات آنها به شدت تحت تأثیر اندیشهٔ آمریکایی قرار داشته‌اند… من می‌خواهم که شما دوست عزیزم، این فکر را تا آخر عمر با خود داشته باشید، که شما به راستی یک دولت بزرگ ۶۰ میلیون نفری را به حرکت واداشتید.
هری اچ. لالین، پژوهشگر اصلاح نژاد، اغلب به این مباهات می‌کرد که مدل قوانین عقیم سازی اصلاح نژاد وی در قوانین بهداشت نژادی نورنبرگ در سال ۱۹۳۵ اجرا شده بود. در سال ۱۹۳۶، لالین به مراسم اعطای جایزه در دانشگاه هایدلبرگ آلمان (برنامه‌ریزی شده در سالگرد پاکسازی یهودیان از دانشکده هایدلبرگ در سال ۱۹۳۴ توسط هیتلر) دعوت شد تا دکترای افتخاری خود را برای کار در «دانش پاکسازی نژادی» دریافت کند. به دلیل محدودیت‌های مالی، لالین نتوانست در این مراسم شرکت کند و ناچار شد آن را از بنیاد راکفلر تحویل بگیرد. پس از آن، وی با افتخار این جایزه را با همکاران خود به اشتراک گذاشت و اظهار داشت که احساس می‌کند این جایزه نماد «درک مشترک دانشمندان آلمانی و آمریکایی از ذات اصلاح نژاد» است.

## دیدگاه‌های هیتلر دربارهٔ اصلاح نژاد

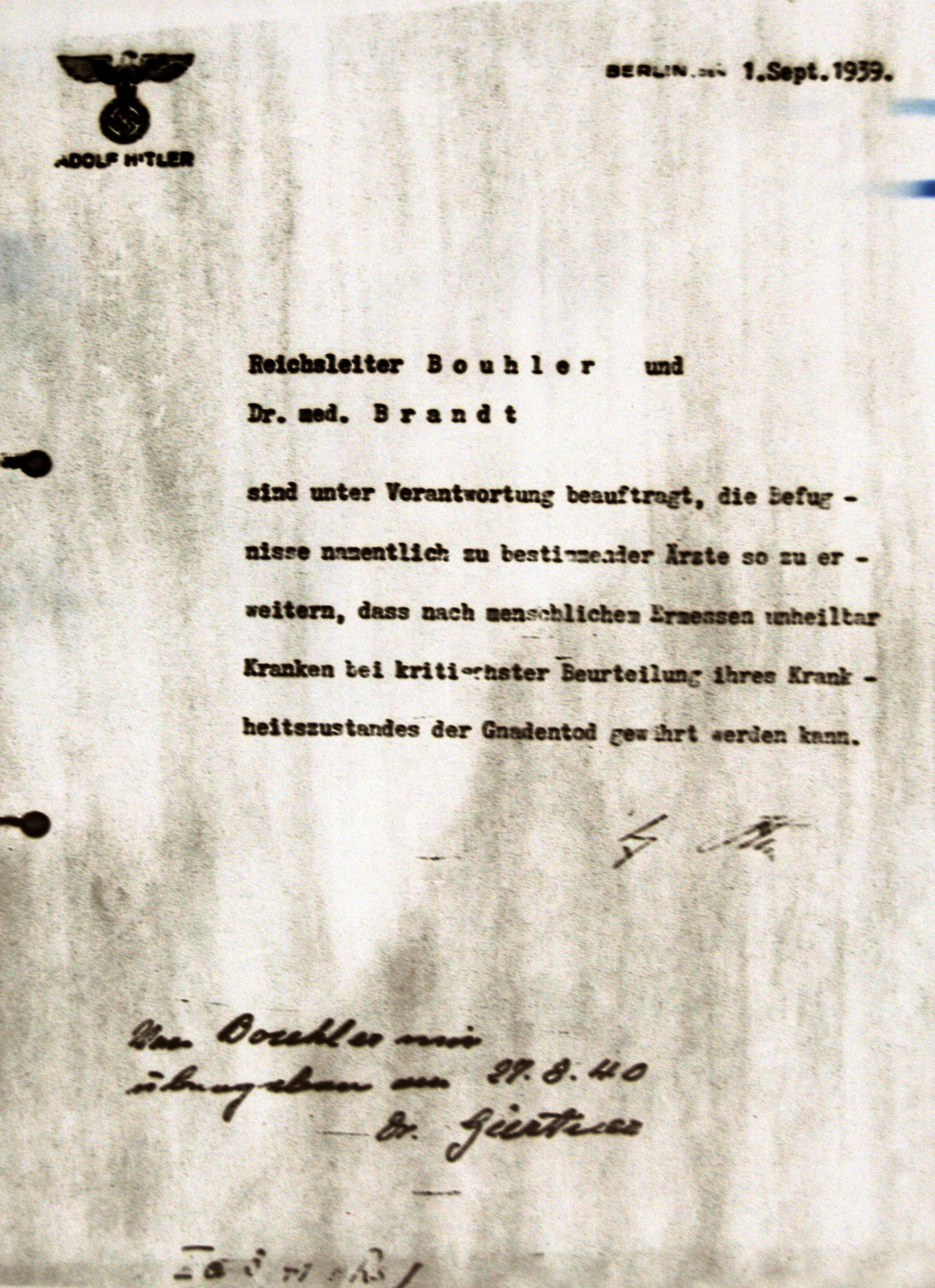
دستور هیتلر در مورد عملیات تی۴

آدولف هیتلر در طول دوران زندانی بودن در زندان لاندسبرگ در مورد بهداشت نژادی مطالعه کرد.
هیتلر بر این باور بود که ملت آلمان ضعیف، و با ژن‌های تباه آلوده شده‌است؛ آن هم با تزریق عناصری منحط در جریان خون آن.
نژادگرایی و ایده رقابت نژادی، که در سال ۱۹۴۴ به آن داروینیسم اجتماعی گفته می‌شد، توسط دانشمندان اروپایی و همچنین در مطبوعات وین در طول دهه ۱۹۲۰ مورد بحث قرار گرفتند. اینکه هیتلر ایده‌های خود را از کجا انتخاب کرده‌است نامشخص است. نگرهٔ فرگشت در آن زمان به‌طور کلی در آلمان پذیرفته شده بود، اما این نوع افراط‌گرایی تا آن هنگام نادر بود.
هیتلر در کتاب دوم خود، که در دوران نازی منتشر نشده باقی ماند، به تمجید از اسپارتا پرداخت (با استفاده از ایده‌هایی که شاید از ارنست هکل گرفته بود)، و اضافه کرد که وی اسپارتا را به عنوان نخستین «ایالت فلکیش» می‌شناسد. وی همچنین به تمجید از آنچه تصور می‌کرد یک روش درمانی اصلاح نژاد در مراحل اولیه برای کودکان دارای نقصان است پرداخت:
باید به اسپارتا به عنوان نخستین ایالت فلکیش نگریست. قرار دادن کودکان بیمار، ضعیف و ناقص‌الخلقه در معرض طبیعت، به‌طور خلاصه، نابودی آنها، مناسب تر و در واقع هزار برابر انسانی تر از جنون احمقانهٔ امروز ما است که توسط آن کم‌ارزش‌ترین‌ها به قیمتی گزاف حفظ می‌شوند، اما زندگی صدها هزار کودک تندرست در نتیجه پیشگیری از بارداری یا سقط جنین گرفته می‌شود، تا بعداً نژادی به انحطاط کشیده شده و سرشار از بیماری‌ها ایجاد کند.

## برنامه اصلاح نژاد نازی

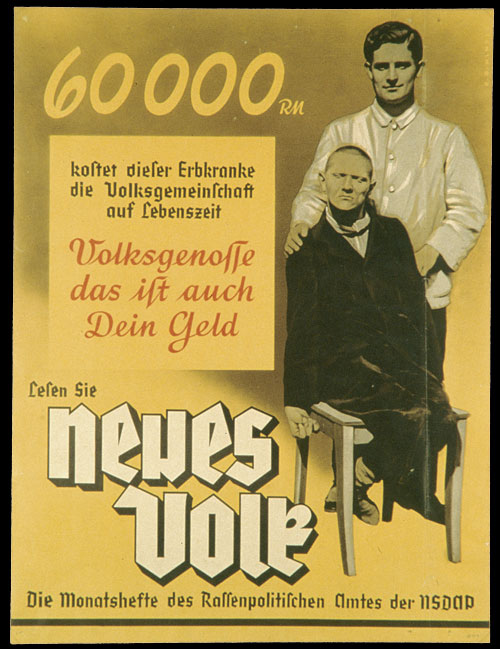
پروپاگاندای آلمان در جریان عملیات تی۴: «۶۰٬۰۰۰ مارک آلمان نازی هزینه‌ای هست که این شخص به دلیل اختلال وراثتی که از آن در طول زندگی‌اش رنج برده از جیب مردم می‌زند». از ماهنامه مردم جدید دفتر سیاست نژادی حزب نازی

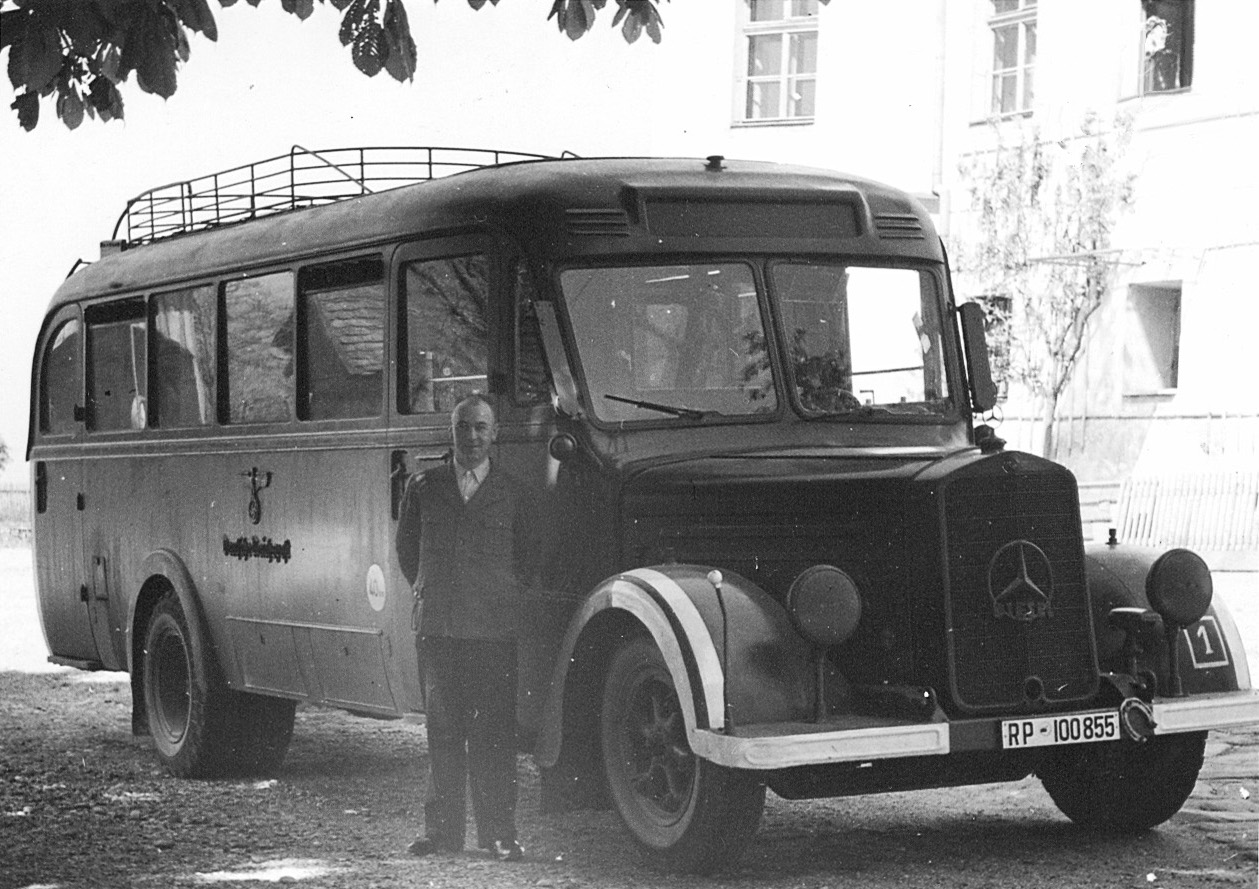
اتوبوس جمع‌آوری قربانیان برای کشتار

نازی‌ها در سازماندهی برنامه‌های اصلاح نژاد خود از برنامه‌های عقیم‌سازی اجباری ایالات متحده الهام گرفتند، به ویژه از قوانین اصلاح نژاد که پیشتر در کالیفرنیا وضع شده بودند.
قانون پیشگیری از تولد نوزاد دارای بیماری مادرزادی، مصوب ۱۴ ژوئیه ۱۹۳۳، عقیم‌سازی اجباری هر شهروندی را که طبق نظر «دادگاه بهداشت ژنتیکی» از فهرستی از اختلالات ژنتیکی رنج می‌برد، مجاز می‌دانست و پزشکان را ملزم به ثبت همه موارد بیماری‌های ارثی شناخته شده، به جز در زنان بالای ۴۵ سال، می‌کرد. پزشکان می‌توانستند به دلیل عدم رعایت قانون جریمه شوند.
در سال ۱۹۳۴، در نخستین سال اجرای قانون، نزدیک به ۴۰۰۰ نفر تجدید نظر از تصمیمات مقامات عقیم‌سازی شدند. در مجموع ۳٬۵۵۹ مورد تجدید نظرخواهی رد شدند. تا پایان رژیم نازی، بیش از ۲۰۰ دادگاه بهداشت ارثی (Erbgesundheitsgerichte) ایجاد شده بودند و بر اساس احکام آنها بیش از ۴۰۰٬۰۰۰ نفر بر خلاف میلشان عقیم شدند.

### موسسات اصلاح نژاد نازی

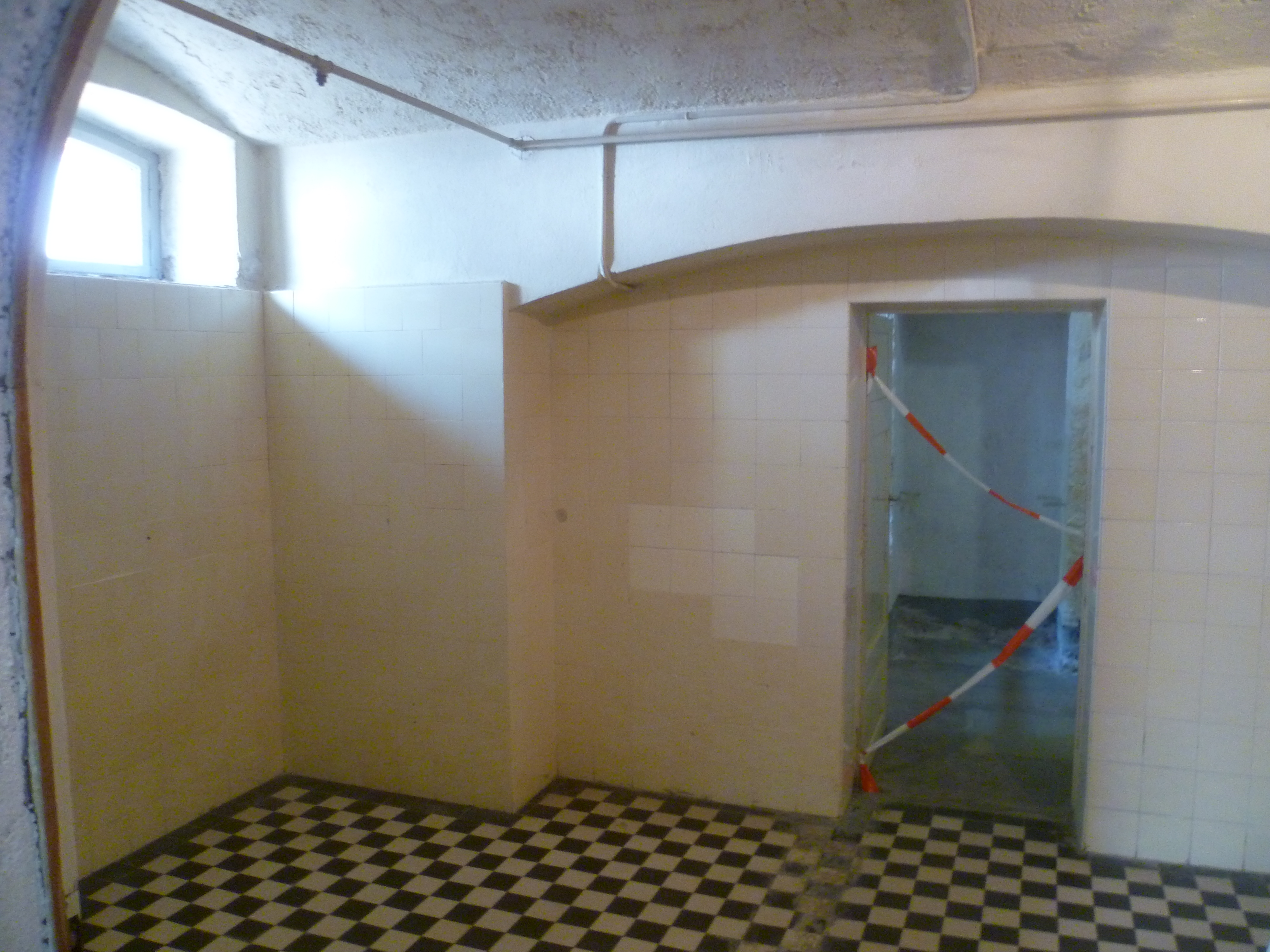
اتاق گاز در هادامار

کلینیک هادامار یک بیمارستان روان‌پزشکی در شهر هادامار بود که توسط نازی‌ها به عنوان محل اجرای عملیات تی۴ استفاده می‌شد. مؤسسه کایزر ویلهلم برای انسان‌شناسی، وراثت انسانی، و اصلاح نژاد در سال ۱۹۲۷ تأسیس شد. همچنین، مرکز هومرگی هارت‌هایم بخشی از برنامه هومرگی بود که نازی‌ها در آن کسانی را که معلول تشخصی داده می‌شدند، می‌کشتند. در آغاز بیماران با وانت‌هایی بود که در آن گازهای خروجی موتور به داخل اتوبوس هدایت می‌شدند، جابجا می‌شدند تا در حین جابجایی کشته شوند. بعدها اتاق‌های گاز توسعه یافتند. در سال‌های آغازین فعالیت خود و نیز در طی دوران نازی، مؤسسه کایزر ویلهلم برای انسان‌شناسی رابطه تنگاتنگی با نگره‌های اصلاح نژاد و پاکسازی نژادی داشت و این نگره‌ها به شدت توسط نظریه‌پردازان این مرکز چون فریتز لنز، یوگن فیشر، و رئیس مرکز، اوتمار فن فرشوئر، پشتیبانی می‌شدند. زیر نظر فیشر، عقیم‌سازی افراد به اصطلاح «حرامزادگان راینلند» انجام شد. قلعه گرافنک یکی از مراکز کشتار آلمان نازی بود که امروزه به مکان یادبودی برای قربانیان عملیات تی۴ تبدیل شده‌است.

### شناسایی

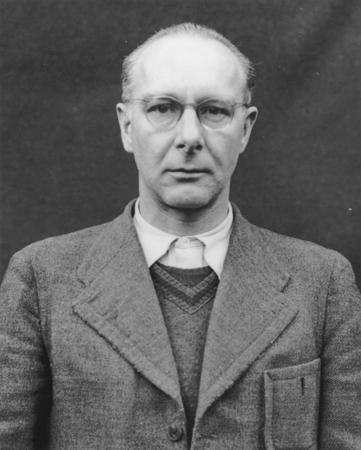
ویکتور براک، از ترتیب‌دهندگان عملیات تی۴

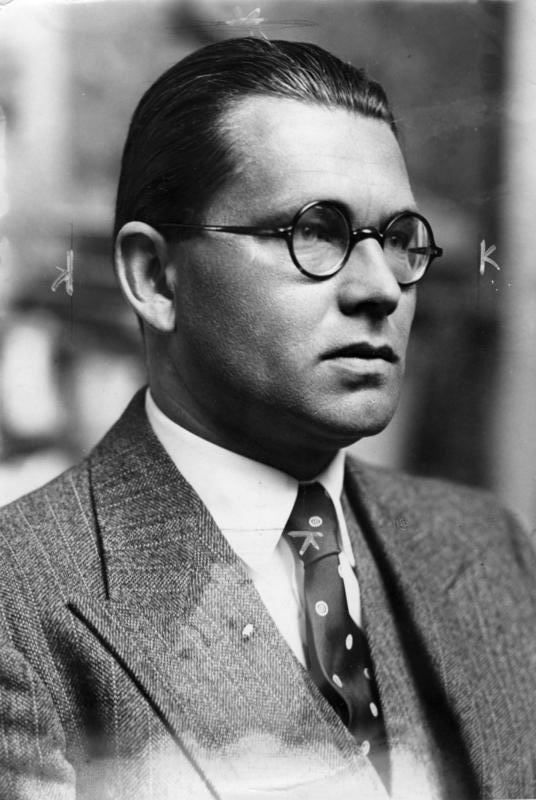
فیلیپ بوهلر، مدیر اجرای عملیات تی۴

قانون ساده‌سازی سامانه بهداشتی در ژوئیه ۱۹۳۴ منجر به تشکیل مراکز اطلاعاتی برای بهداشت ژنتیکی و نژادی و همچنین دفاتر بهداشت شد. این قانون همچنین روش‌هایی برای «تقبیح» و «ارزیابی» افراد را توصیف کرده بود؛ کسانی که سپس به دادگاه بهداشت ژنتیک فرستاده می‌شدند و در آنجا تصمیم به عقیم‌سازیشان گرفته می‌شد.
اطلاعات برای تعیین اینکه چه کسانی «از دید ژنتیکی بیمار» محسوب می‌شدند، از اطلاعات معمولی‌ای که مردم به مطب‌های پزشکی و بخش‌های رفاهی ارائه می‌کردند گردآوری شدند. پرسشنامه‌های استانداردی توسط مقامات نازی با کمک دهوماگ (زیرمجموعه IBM در دهه ۱۹۳۰) طراحی شدند، تا بتوان اطلاعات رمزگذاری شده را برای مرتب‌سازی و شمارش سریع بر روی کارت‌های پانچ هولریث ثبت کرد.
در هامبورگ، پزشکان اطلاعاتی را به بایگانی گذرنامه سلامت عمومی (حدود سال ۱۹۳۴)، تحت عنوان «نظر کلی مرتبط با سلامتی» ارائه دادند. این پرونده نه تنها حاوی گزارش‌هایی از پزشکان بود، که همچنین شامل گزارش دادگاه‌ها، شرکت‌های بیمه، باشگاه‌های ورزشی، جوانان هیتلر، ارتش، خدمات کار، کالج‌ها و غیره می‌شد. هر مؤسسه ای که اطلاعات ارائه می‌داد رسیدی در ازای آن اطلاعات دریافت می‌کرد. در سال ۱۹۴۰، وزارت کشور رایش سعی کرد سامانه ای به سبک سامانه گزاردش‌دهی هامبورگ را به کل رایش تحمیل کند.

### سیاست‌های اصلاح نژاد نازی در زمینه ازدواج
پس از تصویب قوانین نورنبرگ در سال ۱۹۳۵، آزمایش برای تشخیص اختلال ژنتیکی برای هر دو شریک ازدواج به منظور حفظ پاکی نژادی نژاد آریایی اجباری شد. در هنگام خواستگاری، از افراد خواسته می‌شد تا شریک ازدواج احتمالی خود را به دقت ارزیابی کند. به اعضای SS هشدار داده شد تا با دقت به مصاحبه با شرکای احتمالی ازدواج خود بپردازند تا مطمئن شوند که شریکشان سابقه خانوادگی بیماری وراثتی یا جنون نداشته باشد، اما در عین حال این کار را با دقت انجام دهند تا به احساس نامزد احتمالیشان صدمه نزنند و در صورتی که می‌بایست شریکشان را ترک می‌کردند، این کار را با درایت انجام دهند و توهینی به شریکشان نکنند.